# Gruszów (rejon włodzimierski)
Gruszów (ukr. Грушів) – wieś na Ukrainie w rejonie włodzimierskim obwodu wołyńskiego.
Do 2020 w rejonie iwanickim.